# La Ciénaga (película)
La Ciénaga es una película dramática de 2001, escrita y dirigida por Lucrecia Martel. Es una coproducción entre Argentina, España y Francia. La producción ejecutiva está compuesta por Ana Aizenberg, Diego Guebel, Mario Pergolini, y la producción a cargo de Lita Stantic. Cuenta con la participación de Graciela Borges, Mercedes Morán, Martín Adjemián y Daniel Valenzuela en los papeles principales.
La trama de la película se desarrolla en el Noroeste argentino y trata acerca de dos familias que poseen primas como parentesco: una de clase media y la otra de productores rurales bien posicionados económicamente, aunque en decadencia. Ha recibido críticas positivas, específicamente la dirección de Martel y la interpretación de Borges. Obtuvo ocho nominaciones por parte de la Asociación de Cronistas Cinematográficos de la Argentina y fue galardonada en el Festival de Cine de La Habana, Festival de Cine de Berlín, etcétera.
En 2022, La Ciénaga obtuvo el primer puesto en la "Encuesta de cine argentino" por el Museo del Cine Pablo Ducrós Hicken, siendo votada como la mejor película argentina de todos los tiempos por amplia diferencia.

## Argumento
En la ciudad de La Ciénaga (Salta) vive Tali (Mercedes Morán) y su marido Rafael (Daniel Valenzuela), quienes tienen cuatro hijos pequeños. A unos noventa kilómetros se encuentra la finca La Mandrágora, donde se cosechan y secan pimientos rojos, y donde pasa el verano su prima Mecha (Graciela Borges), una mujer cincuentona, junto a su marido Gregorio (Martín Adjemián) y sus cuatro hijos adolescentes. José (Juan Cruz Bordeu), el mayor de los hijos de Mecha, vive en Buenos Aires con Mercedes (Silvia Baylé), quien es su compañera de trabajo y a la vez su novia. Muchos años antes Mercedes había sido amante de Gregorio, marido de Mecha y padre de José. Mercedes había sido también compañera de facultad de Mecha y de Tali.
Mecha está obsesionada por esa otra mujer que lleva su nombre y que se acuesta con sus hombres, así como Tali también está obsesionada por su inferioridad social respecto de Mecha.

## Elenco
- Graciela Borges como «Mecha»;
- Mercedes Morán como «Tali»;
- Martín Adjemián como «Gregorio»;
- Daniel Valenzuela como «Rafael»;
- Leonora Balcarce como «Verónica»;
- Silvia Baylé como «Mercedes»;
- Sofía Bertolotto como «Momi»;
- Juan Cruz Bordeu como «José»;
- Noelia Bravo Herrera como «Agustina»;
- María Micol Ellero como «Mariana»;
- Andrea López como «Isabel»;
- Sebastián Montagna como «Luciano»;
- Franco Veneranda como «Martín»;
- Fabio Villafane como «Perro»;
- Diego Baenas como «Joaquín».

## Producción
Lita Stantic

### Guion
Como dice la propia Martel acerca de La Ciénaga: “La película tiene que ver con las complejas relaciones de un grupo familiar”.
A la cineasta argentina no le interesa que la historia tenga un final claro, ni tampoco trata de no dejar cabos sueltos en la historia. En efecto, Lucrecia procura eliminar cualquier tipo de explicación, ya sea de índole psicológica o sociológica.
Esto de dejar la historia inconclusa, es decir, el final abierto, es también una semejanza que tiene el film argentino con el cine moderno.
En el guion de La Ciénaga, muy riguroso en su composición, se presentan varios personajes y, si la historia comienza girando alrededor de las relaciones que entablan Mecha y su hija Momi, termina orientándose hacia Tali primero, y hacia Jose después para, finalmente, concentrarse en Luciano, el hijo de Tali, que muere al caer de la escalera. A diferencia del cine moderno, que presentaba una historia y la desarrollaba (aun en sus variantes más transgresoras), el cine actual suele arrojar, desde el inicio, innumerables relatos potenciales, de los cuales termina eligiendo uno o dos. Esto explica cierta errancia en las tramas y la sensación de que las películas pueden derivar hacia cualquiera de sus personajes.

### Casting
Para encontrar a los niños actores para la película, Martel realizó 2.400 audiciones, 1.600 de las cuales grabó en video en un garaje cerca de su casa en Salta , noroeste de Argentina.
Sobre el casting de los personajes principales Mecha y Tali, Martel dice que “en Salta no encontré lo que buscaba y, en cambio, vi un programa de televisión que me mostró una amiga que sabía lo que buscaba. Graciela Borges estaba en ella y me di cuenta de que había encontrado mi personaje. Mercedes Morán fue más difícil porque alguien que yo tenía muy en mente inspiró ese personaje. Además, el personaje de Mercedes en Gasoleros (telenovela) me distrajo, por el lenguaje naturalista que tiene la televisión, que es el menos natural del mundo. Pero la vi en algún momento de una revista, en unas fotografías que le habían hecho con su hija, de vacaciones, y ahí, lejos del personaje de Gasoleros , me di cuenta de que era única para mi película, como Lita Stantic ya había sugerido."

### Localización
La película se rodó íntegramente en Salta, la ciudad natal de Lucrecia Martel.

### Rodaje
“En la película -recuerda Martel en una entrevista con Diario La Nación - no hubo ninguna improvisación. Cuando está instalado el naturalismo en los actores es muy difícil sacarlo después. Por eso, debo agradecer el enorme profesionalismo del elenco, que aceptó ajustarse puntualmente al guion y respetó palabra por palabra lo que yo había escrito o las modificaciones que fui introduciendo durante el rodaje”. Para la directora, el rodaje tuvo un clima de diversión permanente gracias al sentido del humor y la vitalidad, sobre todo, de Graciela Borges. Para Borges no fue difícil trabajar con una directora debutante: “Actuar es un juego sagrado, no importa con quién sea. Primero leí diez páginas del guion, paré, fui a ver el corto Rey muerto y, cuando retomé la lectura, ya estaba convencida de que estábamos frente a un proyecto muy interesante".

## Distribución
La película fue presentada por primera vez en el Festival Internacional de Cine de Berlín el 8 de febrero de 2001. Se estrenó en Argentina un mes más tarde, el 8 de marzo de 2001 en el Festival de Cine de Mar del Plata, mientras que en el circuito de cines se exhibió desde el 12 de abril de 2001.
También se proyectó en varios eventos de cine, incluyendo: el Festival Internacional de Cine de Karlovy Vary, el Festival de Cine de Toronto, el Festival de Cine de Nueva York, el Festival de Cine de Varsovia, Festival Internacional de Cine de Róterdam, el Festival Internacional Titanic Filmpresence de Hungría, el Festival Internacional de Cine de Adelaida, el Festival Internacional de Cine de Uruguay, y el Festival de Cine de La Habana.
También se la da como filmografía obligatoria para el examen de ingreso de la Escuela Nacional de Experimentación y Realización Cinematográfica.

## Recepción

### Crítica
La Ciénaga, que de alguna manera anticipaba el malestar y la degradación social previa al estallido de fines de 2001, impactó de manera muy profunda a quienes formaron parte de aquella experiencia. “La Ciénaga fue, para mí y creo que para todos aquellos que participamos desde cualquier rol artístico y técnico, una experiencia que nos modificó. Es algo que siempre hablamos con las personas que filmamos con Lucrecia: trabajar con ella te cambia, nunca salís igual”, dijo la actriz Mercedes Morán en diálogo con La Nación.
En declaraciones recientes, la productora Lita Stantic confesó que “con La Ciénaga me pasó algo muy especial. Me di cuenta de qué era mientras se estaba filmando. En realidad, cuando leí el guion pensé que era Chéjov. Y no era Chéjov. Fue una película fundamental en esa época porque mostraba, de alguna manera, la decadencia de la clase media. Y la verdad es que está maravillosamente filmada y actuada. Fue la mejor película de Lucrecia, y eso que hizo unas cuantas muy buenas. Le pedí que me diera el libro porque sabía que tenía un guión y su corto de Historias breves me había gustado mucho. La verdad es que fue una hermosa experiencia. No sé si Lucrecia se lo propuso, pero es una película política por lo que muestra. Es un film muy especial”. Para la productora, la importancia de la película radicó también en que, hasta ese momento, el cine argentino era en esencia “porteño, blanco, masculino y moralista”.
El autor Eduardo Guillot Hevia comentó en el libro "Un lugar en el mundo"; se puede decir que “La Ciénaga” es una película delicada. Es un objeto precioso dentro del cine local y un material frágil que merece cuidarse. Esa delicadeza y fragilidad están dadas por el inusual y audaz atrevimiento de pasar por alto el bastón de la peripecia para intentar ir más allá, hacia algún lugar recóndito que, pese a estar habitado por ratas africanas, vírgenes misteriosas y ciénagas profundas, es tan reconocible como cercano y personal.
El agregador de reseñas Rotten Tomatoes informa que el 88% de los críticos le dieron a la película una reseña positiva, basada en 43 reseñas, con una calificación promedio de 6.90/10. El consenso del sitio afirma: "Densa pero impresionantemente enfocada, La Ciénaga es una mirada inquietante a la insatisfacción doméstica, y una poderosa tarjeta de presentación para la guionista y directora debutante Lucrecia Martel". En Metacritic , tiene un 75 sobre 100, basado en 18 reseñas, lo que indica "críticas generalmente positivas".
Cuando la película se estrenó en la ciudad de Nueva York , Amy Taubin de The Village Voice escribió: " La ciénaga de Lucrecia Martel es una verdadera tragicomedia de Chéjov sobre la vida provinciana. Con un debut brillante, Martel construye su narrativa a partir de incidentes cotidianos, innumerables idas y venidas, y una cacofonía de voces que compiten por la atención... [e]n una ópera prima que está asegurada en todos los aspectos, la dirección de Martel de los miembros más jóvenes de su elenco es particularmente notable".
Según el agregador de reseñas They Shoot Pictures, Don't They , es la 76.ª película más aclamada desde 2000.

### Listas históricas de la crítica
| Publicación   | Año  | Lista                                          | Posición | Ref.   |
| ------------- | ---- | ---------------------------------------------- | -------- | ------ |
| Sight & Sound | 2023 | TOP 250 mejores películas de todos los tiempos | 136      | [ 15 ] |

### Reconocimiento

#### Victorias
| País           | Premio/Festival                                          | Categoría                           | Nominado/a                                                      | Resultado |
| -------------- | -------------------------------------------------------- | ----------------------------------- | --------------------------------------------------------------- | --------- |
| Alemania       | Festival Internacional de Cine de Berlín                 | Premio Alfred Bauer                 | Lucrecia Martel                                                 | Ganadora  |
| Alemania       | Festival Internacional de Cine de Berlín                 | Oso de oro                          | Lucrecia Martel                                                 | Nominada  |
| Estados Unidos | Festival Internacional de Cine de Chicago                | Gran Premio Gold Hugo               | Lucrecia Martel                                                 | Nominada  |
| Argentina      | Asociación de Cronistas Cinematográficos de la Argentina | Mejor Película                      | Lucrecia Martel                                                 | Nominada  |
| Argentina      | Asociación de Cronistas Cinematográficos de la Argentina | Mejor Opera Prima                   | Lucrecia Martel                                                 | Ganadora  |
| Argentina      | Asociación de Cronistas Cinematográficos de la Argentina | Mejor Director                      | Lucrecia Martel                                                 | Nominada  |
| Argentina      | Asociación de Cronistas Cinematográficos de la Argentina | Mejor Actriz                        | Graciela Borges                                                 | Ganadora  |
| Argentina      | Asociación de Cronistas Cinematográficos de la Argentina | Mejor Actriz de Reparto             | Mercedes Morán                                                  | Nominada  |
| Argentina      | Asociación de Cronistas Cinematográficos de la Argentina | Mejor Guion Original                | Lucrecia Martel                                                 | Nominada  |
| Argentina      | Asociación de Cronistas Cinematográficos de la Argentina | Mejor Fotografía                    | Hugo Colace                                                     | Ganador   |
| Argentina      | Asociación de Cronistas Cinematográficos de la Argentina | Mejor Dirección Artística           | Graciela Oderigo                                                | Nominada  |
| Argentina      | Premios Clarín                                           | Mejor Director                      | Lucrecia Martel                                                 | Ganadora  |
| Argentina      | Premios Clarín                                           | Mejor Actriz                        | Graciela Borges                                                 | Ganadora  |
| Cuba           | Festival de Cine de La Habana                            | Premio Gran Coral                   | Lucrecia Martel                                                 | Ganadora  |
| Cuba           | Festival de Cine de La Habana                            | Mejor Dirección                     | Lucrecia Martel                                                 | Ganadora  |
| Cuba           | Festival de Cine de La Habana                            | Mejor Actriz                        | Graciela Borges                                                 | Ganadora  |
| Cuba           | Festival de Cine de La Habana                            | Mejor Sonido                        | Hervé Guyader Emmanuel Croset Guido Berenblum Adrián De Michele | Ganadores |
| Estados Unidos | Festival de Cine de Sundance                             | NHK Award                           | Lucrecia Martel                                                 | Ganadora  |
| Francia        | Festival de Cine Latinoamericano de Toulouse             | Grand Prix                          | Lucrecia Martel                                                 | Ganadora  |
| Francia        | Festival de Cine Latinoamericano de Toulouse             | Premio Discovery                    | Lucrecia Martel                                                 | Ganadora  |
| Uruguay        | Premios Asociación Uruguaya de Críticos de Cine          | Mejor Película Latinoamericana      | Lucrecia Martel                                                 | Ganadora  |
| Uruguay        | Festival Internacional de Cine del Uruguay               | Mejor Opera Prima - Mención Espcial | Lucrecia Martel                                                 | Ganadora  |

## Análisis
La película pertenece a los films de la Nouvelle Vague, producciones de bajo costo. Utilizaban cámaras ligeras que les permitía moverlas como quisieran. Eran films hechos casi siempre con iluminación natural, en espacios reales y con la cámara al hombro. Así los films entran en un género casi documental, con tomas de larga duración y despreocupadas.
Todo lo fracciona, todo lo divide. El uso de estas técnicas de realización audiovisual es lo que le permite a la realizadora crear un mundo elaborado que hace alusión a un laberinto (muy al estilo de Stanley Kubrick).
La cámara va de habitación en habitación, recorriendo los pasillos y recovecos de la casa, tratando siempre de evitar salir al exterior. Martel crea así un laberinto en del que los personajes, por razones inexplicables, no pueden salir. Le da al espacio una fuerza casi gravitacional frente a las personas que lo vivencian. Lo que prima en el cine de Lucrecia Martel es la irradiación de objetos y personajes dentro del plano, lo cual permite adentrarse en una atmósfera asfixiante que, de cierta manera, refleja el encierro físico y psicológico que sufren los personajes. Un claro ejemplo de esto es la escena del film del baile del carnaval. En la secuencia del baile, el montaje fragmentado y la cámara en mano recrean un espacio que pareciera superpoblado. Es aquí donde la atmósfera de tensión, peligro y violencia del lugar se hacen realmente tangibles.
El espectador en ningún momento es omnisciente. La directora le impide tener una visión panóptica, negándole una respuesta a sus interrogantes, sea porque se comparte la ignorancia con el personaje (el caso de la escena que Momi espía a Isabel), o porque lo coloca en una posición de inferioridad respecto al saber del personaje. Todo esto explica que sus películas no tengan un verdadero desenlace en el sentido clásico de la palabra.